# 交響曲 (ビーチ)
交響曲 ホ短調 『ゲール風』（Gaelic Symphony）作品32は、エイミー・ビーチが1894年に作曲した交響曲。

## 概要
本作は、アメリカ合衆国の女性作曲家が作曲し出版された初めての交響曲である。
1896年10月30日金曜日にボストンで初演され、「大衆と報道人の喝采を博し」た。
ビーチはこの大規模な管弦楽作品の着想を簡素なイングランド、アイルランド、スコットランドの旋律から得ており、そのため作品に『ゲール風』という副題を付した。

## 作曲の経緯
ビーチが交響曲の作曲に着手したのは1894年の11月であった。後年、彼女はエスキモー、ネイティブ・アメリカンの主題もより広く受け入れていくが、初期作品においてはヨーロッパの影響下にある歌曲を取り入れることを選択した。そうした楽曲のひとつに『Dark is the Night』と題したケルト風の歌曲があるが、それはイングランドの詩人ウィリアム・アーネスト・ヘンリーの詞に曲を付けたものである。本作にはその自作の歌曲『Dark is the Night』 作品11-1の旋律が引用されている。
ビーチは同時代の作曲家であったアントニン・ドヴォルザークから多大な影響を受けている。当然、彼女は自身の交響曲を作曲するに当たりドヴォルザークの作品、並びに宣伝されていた彼のアメリカ音楽に対する哲学を注意を払っている。ドヴォルザークはチェコの生まれであるが、1892年から1895年の大半をニューヨーク・ナショナル音楽院の学長としてアメリカで過ごしている。彼はとりわけ交響曲第9番『新世界より』と弦楽四重奏曲第12番『アメリカ』により19世紀終盤のアメリカの芸術音楽を代表する存在であった。ネイティブ・アメリカンやアフリカン・アメリカンの音楽から採った五音音階とヨーロッパロマン派のスラヴ舞曲を紡ぎ合わせたドヴォルザークは、人種の坩堝、アメリカにしかない音楽を創り上げたのである。ビーチは「ネイティブ」の要素を容易には取り込めなかった。ドヴォルザークの『新世界より』の由来について聴いた彼女はすぐに本心よりこう返した。「我々北方の人間は、文芸と共に先祖から付け継いだ古きイングランド、ストットランド、もしくはアイルランドの歌曲にずっと影響を受けやすいのが当然でしょう。」交響曲が初演された際、ビーチはわずか30歳で自らの作曲様式を創り上げる苦闘の中にいた。対照的に、後年の彼女は成熟性と、ネイティブ・アメリカン、中でもイヌイット、そしてアフリカン・アメリカンの歌曲を自らの音楽へ溶け込ませる寛容さを身につけた。
曲は1897年にシュミットから出版され、「カペルマイスター、エーミール・パウア氏」へと献呈されている。

## 演奏時間
約40分。

## 楽器編成
フルート2、オーボエ2（イングリッシュホルン）、クラリネット2（バスクラリネット）、ファゴット2、ホルン4、トランペット2、トロンボーン3、テューバ、ティンパニ、打楽器、弦五部。

## 楽曲構成

### 第1楽章
Allegro con fuoco 6/8拍子 ホ短調
ソナタ形式。弦楽器のトレモロに開始すると、『Dark is the Night』（譜例1）からの引用が聞こえてくる。
譜例1
やがてホルンが主題を提示する（譜例2）。
譜例2
大きな盛り上がりに続いて経過的な主題が現れ、その後は譜例1が奏される中で静まってポコ・ピウ・トランクィロとなるとクラリネットにより譜例3が出される。
譜例3
提示部の終わりには木管楽器が民俗調の旋律を奏でる（譜例4）。
譜例4
展開部では譜例2を中心的に扱いつつ、譜例3も取り入れて展開が行われる。全休止の後にクラリネットのソロが入り、再現部へと至る。譜例2がホ短調で再現され、譜例3がホ長調で後に続く。譜例4によりホ長調からホ短調へと推移し、コーダへ至る。コーダは譜例1、2、3を用いて劇的に進行し、途中2/2拍子を経由して一気に楽章を終結へと導く。

### 第2楽章
Alla siciliana - allegro vivace 12/8拍子 ヘ長調
4小節の導入に続き、オーボエが譜例5の旋律を奏でる。
譜例5
アレグロ・ヴィヴァーチェ、2/4拍子に転じ、譜例5を急速に変奏した譜例6が現れる。
譜例6
そのまま譜例5、6に基づく展開が続き、全休止に至ると最初のテンポに戻ってコーラングレが変ニ長調で譜例5を再現する。続いてオーボエがヘ長調で改めて譜例5を奏し、弦楽器も入りクライマックスを形成する。その後静まるが、最後に再び2/4拍子に転じて軽妙に楽章を閉じる。

### 第3楽章
Lento con molto espressione　6/4拍子 ホ短調
序奏に続いてヴァイオリン独奏によるレチタティーヴォが奏でられる。静まってチェロの独奏によって主題が奏でられる（譜例7）。
続いてオーボエが出す旋律（譜例8）がヴァイオリンへ歌い継がれて大きく盛り上がる。
譜例8
ピウ・モッソとなって譜例7が展開されるが、元のテンポに戻り木管楽器によって譜例7が奏でられる。続いて弦楽器が譜例8の再現を行う。アジタートのヴァイオリンの独奏が挿入されるとホ長調へ転じ、新しい主題が出される（譜例9）。
譜例9
譜例9が展開されてフォルティッシッシモに到達し、急速に静まるとバスクラリネットに譜例7が現れる。譜例9が回想された後にヴァイオリンの独奏に導かれて静かな終わりを迎える。

### 第4楽章
Allegro di molto 2/2拍子 ホ短調
強奏のトゥッティに開始し、弦楽器の伴奏音型が確立されると木管楽器が主題を提示する（譜例10）。
譜例10
譜例10を基にした推移エピソード等を用いて精力的に進行し、テンポを落とすとヴィオラから流麗な主題が提示される（譜例11）。
譜例11
譜例11の提示は簡潔に終わり、元のテンポに戻って譜例10と11を存分に使った展開が繰り広げられる。やがて楽章冒頭の弦の伴奏音型が現れ、譜例10の再現が始まる。続いて推移を省略して譜例11が再現される。コーダとなって両主題を用いて活発に進行し、譜例11が堂々と奏されて頂点を迎えると輝かしい気分のまま全曲に幕が降ろされる。

## 評価
本作は好評を博した。音楽評論家のフィリップ・ヘイルは「概して作品に熱狂した」ものの「ビーチのオーケストレーションは時に過度に重たく感じた」という。作曲家のジョージ・ホワイトフィールド・チャドウィックはビーチに手紙をしたため、主導的作曲家からなる非公式の第2次ニューイングランド楽派の仲間であるホレイショ・パーカーと本作を聴いて気に入った旨を伝えてこう綴った。「我々の仲間の誰かの優れた作品を耳にしたとき、私はいつも誇りによる身震いを感じるのですが、あなたもその仲間に加わらなくてはならなくなるでしょう。望むと望まざるとに関わらず - 男たちのひとりとして。」その後間もなくビーチ自身も、以降「ボストン6人組」と呼ばれる楽派の1人と看做されるようになった。
本作は「1920年代に忘れられる」ものの「1930年代と1940年代に復活を遂げ」、それぞれの時期に複数回取り上げられたが、ニューヨーク・フィルハーモニックやボストン交響楽団のような主要管弦楽団による演奏ではなかった。
現代の批評家も引き続きこの交響曲に高い評価を与えており、グラモフォン誌のアンドリュー・アチェンバッハは2003年に本作の「大きな心、抗しがたい魅力、自信に満ちた進行」を賞賛している。